# Mykola Matvijenko
Mykola Oleksandrovytsj Matvijenko (Oekraïens: Микола Олександрович Матвієнко; Saki, 2 mei 1996) is een Oekraïens voetballer die doorgaans speelt als centrale verdediger. In augustus 2015 debuteerde hij voor Sjachtar Donetsk. Matvijenko maakte in 2017 zijn debuut in het Oekraïens voetbalelftal.

## Clubcarrière
Matvijenko speelde in de jeugdopleiding van Sjachtar Donetsk. Bij deze club maakte hij aan het begin van het seizoen 2015/16 zijn professionele debuut. Op 22 augustus 2015 werd met 0–3 gewonnen op bezoek bij Arsenal Kiev in de Koebok Oekrajiny. Maksym Malysjev, Eduardo da Silva en Serhij Hryn waren de doelpuntenmakers tijdens dat duel. Matvijenko mocht van coach Mircea Lucescu in de basis starten en hij speelde het gehele duel. In zijn debuutseizoen kwam de verdediger tot zes officiële optredens. In de winterstop van de jaargang erop werd hij voor een halfjaar verhuurd aan Karpaty Lviv. Bij deze club maakte de verdediger zijn eerste doelpunt als prof, op 31 mei 2017. In de Premjer Liha opende Maksym Prjadoen namens Zirka Kropyvnytsky de score, waarna Andrij Nesterov voor de gelijkmaker zorgde. In de tweede helft was het Matvijenko die op aangeven van Oleksandr Hladkyj zijn ploeg naar een overwinning schoot: 2–1. Na zijn terugkeer in Donetsk werd hij opnieuw verhuurd, ditmaal voor een half seizoen aan Vorskla Poltava. Vanaf de zomer van 2018 kreeg Matvijenko gestaag meer speeltijd bij Sjachtar. In december 2020 tekende hij een nieuw contract bij de club, wat zou lopen tot en met het seizoen 2024/25.

## Clubstatistieken
| Seizoen | Club              | Competitie   | Competitie | Competitie | Beker | Beker | Internationaal | Internationaal | Totaal | Totaal |
| Seizoen | Club              | Competitie   | Wed.       | Dlp.       | Wed.  | Dlp.  | Wed.           | Dlp.           | Wed.   | Dlp.   |
| ------- | ----------------- | ------------ | ---------- | ---------- | ----- | ----- | -------------- | -------------- | ------ | ------ |
| 2015/16 | Sjachtar Donetsk  | Premjer Liha | 2          | 0          | 4     | 0     | 0              | 0              | 6      | 0      |
| 2016/17 | Sjachtar Donetsk  | Premjer Liha | 0          | 0          | 1     | 0     | 2              | 0              | 3      | 0      |
| 2016/17 | → Karpaty Lviv    | Premjer Liha | 14         | 1          | 0     | 0     | —              | —              | 14     | 1      |
| 2017/18 | → Vorskla Poltava | Premjer Liha | 16         | 0          | 3     | 0     | —              | —              | 19     | 0      |
| 2017/18 | Sjachtar Donetsk  | Premjer Liha | 3          | 0          | 1     | 0     | 0              | 0              | 4      | 0      |
| 2018/19 | Sjachtar Donetsk  | Premjer Liha | 18         | 3          | 3     | 0     | 6              | 0              | 27     | 3      |
| 2019/20 | Sjachtar Donetsk  | Premjer Liha | 26         | 1          | 1     | 0     | 12             | 0              | 39     | 1      |
| 2020/21 | Sjachtar Donetsk  | Premjer Liha | 20         | 1          | 1     | 0     | 8              | 0              | 29     | 1      |
| 2021/22 | Sjachtar Donetsk  | Premjer Liha | 14         | 1          | 1     | 0     | 8              | 0              | 23     | 1      |
| 2022/23 | Sjachtar Donetsk  | Premjer Liha | 28         | 2          | 0     | 0     | 10             | 0              | 38     | 2      |
| 2023/24 | Sjachtar Donetsk  | Premjer Liha | 23         | 3          | 2     | 0     | 7              | 2              | 32     | 5      |
| 2024/25 | Sjachtar Donetsk  | Premjer Liha | 22         | 3          | 3     | 0     | 8              | 0              | 33     | 3      |
| Totaal  | Totaal            | Totaal       | 186        | 15         | 20    | 0     | 61             | 2              | 267    | 17     |

Bijgewerkt op 18 juni 2025.

## Interlandcarrière
Matvijenko maakte zijn debuut in het Oekraïens voetbalelftal op 24 maart 2017, toen een kwalificatiewedstrijd voor het WK 2018 gespeeld werd tegen Kroatië. Door een doelpunt van Nikola Kalinić verloor Oekraïne het duel met 1–0. Matvijenko mocht van bondscoach Andrij Sjevtsjenko in de basisopstelling beginnen en hij vormde het gehele duel een duo centraal achterin met Oleksandr Koetsjer.
Matvijenko werd in april 2021 door Sjevtsjenko opgenomen in de voorselectie voor het uitgestelde EK 2020. In juni nam Sjevtsjenko hem ook op in zijn definitieve selectie. Op het toernooi werd Oekraïne in de kwartfinales uitgeschakeld door Engeland (0–4), nadat in de groepsfase was verloren van Nederland (3–2) en Oostenrijk (0–1), gewonnen van Noord-Macedonië (2–1) en in de achtste finales werd na verlengingen gewonnen van Zweden (1–2). Matvijenko speelde in alle wedstrijden mee. Zijn toenmalige teamgenoten Heorhij Soedakov, Serhij Kryvtsov, Taras Stepanenko, Marlos, Andrij Pjatov en Anatolij Troebin (allen eveneens Oekraïne) waren ook actief op het EK.
In mei 2024 werd Matvijenko door bondscoach Serhij Rebrov opgenomen in de selectie van Oekraïne voor het EK 2024 in Duitsland. Oekraïne werd in de groepsfase uitgeschakeld na een nederlaag tegen Roemenië (3–0), een overwinning op Slowakije (1–2) en een gelijkspel tegen België (0–0). Matvijenko kwam op het EK in alle duels in actie. Zijn toenmalige clubgenoten Joechym Konoplja, Taras Stepanenko, Heorhij Soedakov, Oleksandr Zoebkov, Valerij Bondar (allen eveneens Oekraïne) en Giorgi Gotsjoleisjvili (Georgië) waren ook actief op het toernooi.
| Interlands van Mykola Matvijenko voor Oekraïne | Interlands van Mykola Matvijenko voor Oekraïne | Interlands van Mykola Matvijenko voor Oekraïne | Interlands van Mykola Matvijenko voor Oekraïne | Interlands van Mykola Matvijenko voor Oekraïne | Interlands van Mykola Matvijenko voor Oekraïne |
| №                                              | Datum                                          | Wedstrijd                                      | Uitslag                                        | Competitie                                     | Goals                                          |
| Als speler bij Karpaty Lviv                    | Als speler bij Karpaty Lviv                    | Als speler bij Karpaty Lviv                    | Als speler bij Karpaty Lviv                    | Als speler bij Karpaty Lviv                    | Als speler bij Karpaty Lviv                    |
| ---------------------------------------------- | ---------------------------------------------- | ---------------------------------------------- | ---------------------------------------------- | ---------------------------------------------- | ---------------------------------------------- |
| 1                                              | 24 maart 2017                                  | Kroatië – Oekraïne                             | 1 – 0                                          | WK 2018 kwalificatie                           |                                                |
| 2                                              | 6 juni 2017                                    | Malta – Oekraïne                               | 1 – 0                                          | Vriendschappelijk                              |                                                |
| 3                                              | 11 juni 2017                                   | Finland – Oekraïne                             | 1 – 2                                          | WK 2018 kwalificatie                           |                                                |
| Als speler bij Vorskla Poltava                 |                                                |                                                |                                                |                                                |                                                |
| 4                                              | 2 september 2017                               | Oekraïne – Turkije                             | 2 – 0                                          | WK 2018 kwalificatie                           |                                                |
| 5                                              | 5 september 2017                               | IJsland – Oekraïne                             | 2 – 0                                          | WK 2018 kwalificatie                           |                                                |
| 6                                              | 6 oktober 2017                                 | Kosovo – Oekraïne                              | 0 – 2                                          | WK 2018 kwalificatie                           |                                                |
| 7                                              | 9 oktober 2017                                 | Oekraïne – Kroatië                             | 0 – 2                                          | WK 2018 kwalificatie                           |                                                |
| Als speler bij Sjachtar Donetsk                |                                                |                                                |                                                |                                                |                                                |
| 8                                              | 23 maart 2018                                  | Saoedi-Arabië – Oekraïne                       | 1 – 1                                          | Vriendschappelijk                              |                                                |
| 9                                              | 27 maart 2018                                  | Japan – Oekraïne                               | 1 – 2                                          | Vriendschappelijk                              |                                                |
| 10                                             | 31 mei 2018                                    | Marokko – Oekraïne                             | 0 – 0                                          | Vriendschappelijk                              |                                                |
| 11                                             | 6 september 2018                               | Tsjechië – Oekraïne                            | 1 – 2                                          | Nations League 2018/19                         |                                                |
| 12                                             | 9 september 2018                               | Oekraïne – Slowakije                           | 1 – 0                                          | Nations League 2018/19                         |                                                |
| 13                                             | 10 oktober 2018                                | Italië – Oekraïne                              | 1 – 1                                          | Vriendschappelijk                              |                                                |
| 14                                             | 16 oktober 2018                                | Oekraïne – Tsjechië                            | 1 – 0                                          | Nations League 2018/19                         |                                                |
| 15                                             | 16 november 2018                               | Slowakije – Oekraïne                           | 4 – 1                                          | Nations League 2018/19                         |                                                |
| 16                                             | 20 november 2018                               | Turkije – Oekraïne                             | 0 – 0                                          | Vriendschappelijk                              |                                                |
| 17                                             | 22 maart 2019                                  | Portugal – Oekraïne                            | 0 – 0                                          | EK 2020 kwalificatie                           |                                                |
| 18                                             | 25 maart 2019                                  | Luxemburg – Oekraïne                           | 1 – 2                                          | EK 2020 kwalificatie                           |                                                |
| 19                                             | 7 juni 2019                                    | Oekraïne – Servië                              | 5 – 0                                          | EK 2020 kwalificatie                           |                                                |
| 20                                             | 10 juni 2019                                   | Oekraïne – Luxemburg                           | 1 – 0                                          | EK 2020 kwalificatie                           |                                                |
| 21                                             | 7 september 2019                               | Litouwen – Oekraïne                            | 0 – 3                                          | EK 2020 kwalificatie                           |                                                |
| 22                                             | 10 september 2019                              | Oekraïne – Nigeria                             | 2 – 2                                          | Vriendschappelijk                              |                                                |
| 23                                             | 11 oktober 2019                                | Oekraïne – Litouwen                            | 2 – 0                                          | EK 2020 kwalificatie                           |                                                |
| 24                                             | 14 oktober 2019                                | Oekraïne – Portugal                            | 2 – 1                                          | EK 2020 kwalificatie                           |                                                |
| 25                                             | 14 november 2019                               | Oekraïne – Estland                             | 1 – 0                                          | Vriendschappelijk                              |                                                |
| 26                                             | 17 november 2019                               | Servië – Oekraïne                              | 2 – 2                                          | EK 2020 kwalificatie                           |                                                |
| 27                                             | 3 september 2020                               | Oekraïne – Zwitserland                         | 2 – 1                                          | Nations League 2020/21                         |                                                |
| 28                                             | 6 september 2020                               | Spanje – Oekraïne                              | 4 – 0                                          | Nations League 2020/21                         |                                                |
| 29                                             | 11 november 2020                               | Polen – Oekraïne                               | 2 – 0                                          | Vriendschappelijk                              |                                                |
| 30                                             | 14 november 2020                               | Duitsland – Oekraïne                           | 3 – 1                                          | Nations League 2020/21                         |                                                |
| 31                                             | 24 maart 2021                                  | Frankrijk – Oekraïne                           | 1 – 1                                          | WK 2022 kwalificatie                           |                                                |
| 32                                             | 28 maart 2021                                  | Oekraïne – Finland                             | 1 – 1                                          | WK 2022 kwalificatie                           |                                                |
| 33                                             | 31 maart 2021                                  | Oekraïne – Kazachstan                          | 1 – 1                                          | WK 2022 kwalificatie                           |                                                |
| 34                                             | 23 mei 2021                                    | Oekraïne – Bahrein                             | 1 – 1                                          | Vriendschappelijk                              |                                                |
| 35                                             | 3 juni 2021                                    | Oekraïne – Noord-Ierland                       | 1 – 0                                          | Vriendschappelijk                              |                                                |
| 36                                             | 7 juni 2021                                    | Oekraïne – Cyprus                              | 4 – 0                                          | Vriendschappelijk                              |                                                |
| 37                                             | 13 juni 2021                                   | Nederland – Oekraïne                           | 3 – 2                                          | EK 2020                                        |                                                |
| 38                                             | 17 juni 2021                                   | Oekraïne – Noord-Macedonië                     | 2 – 1                                          | EK 2020                                        |                                                |
| 39                                             | 21 juni 2021                                   | Oekraïne – Oostenrijk                          | 0 – 1                                          | EK 2020                                        |                                                |
| 40                                             | 29 juni 2021                                   | Zweden – Oekraïne                              | 1 – 2 (n.v.)                                   | EK 2020                                        |                                                |
| 41                                             | 3 juli 2021                                    | Oekraïne – Engeland                            | 0 – 4                                          | EK 2020                                        |                                                |
| 42                                             | 1 september 2021                               | Kazachstan – Oekraïne                          | 2 – 2                                          | WK 2022 kwalificatie                           |                                                |
| 43                                             | 4 september 2021                               | Oekraïne – Frankrijk                           | 1 – 1                                          | WK 2022 kwalificatie                           |                                                |
| 44                                             | 9 oktober 2021                                 | Finland – Oekraïne                             | 1 – 2                                          | WK 2022 kwalificatie                           |                                                |
| 45                                             | 12 oktober 2021                                | Oekraïne – Bosnië en Herzegovina               | 1 – 1                                          | WK 2022 kwalificatie                           |                                                |
| 46                                             | 11 november 2021                               | Oekraïne – Bulgarije                           | 1 – 1                                          | Vriendschappelijk                              |                                                |
| 47                                             | 16 november 2021                               | Bosnië en Herzegovina – Oekraïne               | 0 – 2                                          | WK 2022 kwalificatie                           |                                                |
| 48                                             | 1 juni 2022                                    | Schotland – Oekraïne                           | 1 – 3                                          | WK 2022 kwalificatie                           |                                                |
| 49                                             | 5 juni 2022                                    | Wales – Oekraïne                               | 1 – 0                                          | WK 2022 kwalificatie                           |                                                |
| 50                                             | 11 juni 2022                                   | Oekraïne – Armenië                             | 3 – 0                                          | Nations League 2022/23                         |                                                |
| 51                                             | 14 juni 2022                                   | Oekraïne – Ierland                             | 1 – 1                                          | Nations League 2022/23                         |                                                |
| 52                                             | 21 september 2022                              | Schotland – Oekraïne                           | 3 – 0                                          | Nations League 2022/23                         |                                                |
| 53                                             | 24 september 2022                              | Armenië – Oekraïne                             | 0 – 5                                          | Nations League 2022/23                         |                                                |
| 54                                             | 27 september 2022                              | Oekraïne – Schotland                           | 0 – 0                                          | Nations League 2022/23                         |                                                |
| 55                                             | 26 maart 2023                                  | Engeland – Oekraïne                            | 2 – 0                                          | EK 2024 kwalificatie                           |                                                |
| 56                                             | 12 juni 2023                                   | Duitsland – Oekraïne                           | 3 – 3                                          | Vriendschappelijk                              |                                                |
| 57                                             | 16 juni 2023                                   | Noord-Macedonië – Oekraïne                     | 2 – 3                                          | EK 2024 kwalificatie                           |                                                |
| 58                                             | 19 juni 2023                                   | Oekraïne – Malta                               | 1 – 0                                          | EK 2024 kwalificatie                           |                                                |
| 59                                             | 9 september 2023                               | Oekraïne – Engeland                            | 1 – 1                                          | EK 2024 kwalificatie                           |                                                |
| 60                                             | 14 oktober 2023                                | Oekraïne – Noord-Macedonië                     | 2 – 0                                          | EK 2024 kwalificatie                           |                                                |
| 61                                             | 17 oktober 2023                                | Malta – Oekraïne                               | 1 – 3                                          | EK 2024 kwalificatie                           |                                                |
| 62                                             | 21 maart 2024                                  | Bosnië en Herzegovina – Oekraïne               | 1 – 2                                          | EK 2024 kwalificatie                           |                                                |
| 63                                             | 26 maart 2024                                  | Oekraïne – IJsland                             | 2 – 1                                          | EK 2024 kwalificatie                           |                                                |
| 64                                             | 3 juni 2024                                    | Duitsland – Oekraïne                           | 0 – 0                                          | Vriendschappelijk                              |                                                |
| 65                                             | 11 juni 2024                                   | Moldavië – Oekraïne                            | 0 – 4                                          | Vriendschappelijk                              |                                                |
| 66                                             | 17 juni 2024                                   | Roemenië – Oekraïne                            | 3 – 0                                          | EK 2024                                        |                                                |
| 67                                             | 21 juni 2024                                   | Slowakije – Oekraïne                           | 1 – 2                                          | EK 2024                                        |                                                |
| 68                                             | 26 juni 2024                                   | Oekraïne – België                              | 0 – 0                                          | EK 2024                                        |                                                |
| 69                                             | 7 september 2024                               | Oekraïne – Albanië                             | 1 – 2                                          | Nations League 2024/25                         |                                                |
| 70                                             | 10 september 2024                              | Tsjechië – Oekraïne                            | 3 – 2                                          | Nations League 2024/25                         | 84'                                            |
| 71                                             | 11 oktober 2024                                | Oekraïne – Georgië                             | 1 – 0                                          | Nations League 2024/25                         |                                                |
| 72                                             | 14 oktober 2024                                | Oekraïne – Tsjechië                            | 1 – 1                                          | Nations League 2024/25                         |                                                |
| 73                                             | 16 november 2024                               | Georgië – Oekraïne                             | 1 – 1                                          | Nations League 2024/25                         |                                                |
| 74                                             | 19 november 2024                               | Albanië – Oekraïne                             | 1 – 2                                          | Nations League 2024/25                         |                                                |
| 75                                             | 20 maart 2025                                  | Oekraïne – België                              | 3 – 1                                          | Nations League 2024/25                         |                                                |
| 76                                             | 23 maart 2025                                  | België – Oekraïne                              | 3 – 0                                          | Nations League 2024/25                         |                                                |
| 77                                             | 7 juni 2025                                    | Canada – Oekraïne                              | 0 – 4                                          | Vriendschappelijk                              |                                                |

Bijgewerkt op 18 juni 2025.

## Erelijst
| Premjer Liha           | 6 | 2017/18, 2018/19, 2019/20, 2021/22, 2022/23, 2023/24 |
| Koebok Oekrajiny       | 5 | 2015/16, 2017/18, 2018/19, 2023/24, 2024/25          |
| Soeperkoebok Oekrajiny | 1 | 2021                                                 |